# Belkowski-Insel
Die Belkowski-Insel (russisch Бельковский остров Belkowski ostrow, jakutisch Бельков арыыта Belkow aryyta) ist die westlichste und mit ca. 500 km² kleinste der Anjou-Inseln. Sie gehört zum Archipel der Neusibirischen Inseln.
Die flache Insel, deren höchste Erhebung 120 m aufweist, ist bekannt für ihre Walrosskolonien und Vogelbrutstätten.
Entdeckt wurde sie 1808 vom russischen Händler Belkow, dessen Namen sie heute trägt.